# 土岐氏
土岐氏，是日本人的一箇氏族。
出自攝津源氏，室町時代美濃國的守護大名家族。源賴光的子孫，自源光信開始改姓土岐，土岐賴康時最興盛。戰國1552年，土岐頼藝被權臣齋藤道三放逐，嫡系衰落。土岐賴元與土岐賴次做為高家旗本仕於江戶幕府；土岐治賴的子孫歸於德川吉宗底下擔任幕臣。土岐氏支流明智家出身的土岐定政，後來成為德川家的大名。江戶時代繼續擔任上野國沼田藩3万石的譜代大名，明治維新後被封為子爵。

## 知名人物
1. 美濃的土岐氏土岐賴藝：天文十一年五月初一遭到齋藤道三流放滅亡。
2. 上總萬喜城土岐為賴於天正十八年七月遭到羽柴秀吉(即豐臣秀吉)討伐滅亡。

## 土岐氏的系譜
以下是土岐氏的系譜：
- 源光信 → 源光基 → 土岐光衡 → 土岐光行、土岐光貞

### 美濃源氏土岐氏
1. 源國房（日语：源国房）
2. 源光國（日语：源光国）
3. 源光信（日语：源光信）
4. 源光基（日语：源光基）
5. 土岐光衡（日语：土岐光衡）
6. 土岐光行（日语：土岐光行）
7. 土岐光貞（日语：土岐光貞）

### 美濃土岐氏歷代
1. 土岐賴貞（初代）
2. 土岐賴遠（二代）
3. 土岐賴康（三代）
4. 土岐康行（四代）
5. 土岐賴忠（五代）
6. 土岐賴益（六代）
7. 土岐持益（七代）
8. 土岐成賴（八代）
9. 土岐政房（九代）
10. 土岐賴武（十代）
11. 土岐賴藝（十一代）
12. 土岐賴純（十二代）
13. 土岐賴藝（十三代）遭流放到上總國，美濃源氏土岐氏亡。

## 關連項目
- 明智氏
- 土岐市
- 土岐郡

## 外部連結
- 美濃源氏論壇 （页面存档备份，存于） (日語)